# 常磐短期大学
常磐短期大学（日语：／ Tokiwa Tankidaigaku *），简称常短，是一所位于日本茨城县水户市的私立短期大学。

## 概要

### 简介
- 源流成立于1909年[1][2]。短期大学为于1951年开办[2]、由学校法人常磐大学经营、为男女同校[3]从1990年。

### 历史
- 1966年 常磐学园短期大学成立并同时设置家政科分离为两个专攻、以下列举[2]。
  - 家政专攻
  - 食物营养专攻（以后招生到于2007年、停办于2009年）
- 1968年 幼儿教育科成立[2]。
- 1975年 教养科成立[2]。
- 1987年 三个学科改名为、以下列举。
  - 家政科家政专攻→生活科学科生活科学专攻（以后招生到于2007年、停办于2009年）
  - 教养科→教养学科（改编为职业教养学科[注 1]于2003年）
  - 幼儿教育科→幼儿教育学科（改名为幼儿教育保育学科于2002年）
- 1990年 经营信息学科成立（招生到于2002年、停办于2004年）、改校名为常磐大学短期大学部[2]。开始招収男学生。
- 1999年 改校名为常磐短期大学[2]。

### 宪章
- 请参看常磐短期大学的标志 （页面存档备份，存于） （日語） 2014年2月23日阅览。

## 学校环境
- 校园：在茨城县水户市

## 历任校长
- 森征一：现在短期大学校长[4]

## 组织

### 学科
- 幼儿教育保育学科
- 职业教养学科[注 1]

### 前学科
| - 生活科学科 - 生活科学专攻 - 食物营养专攻 - 幼儿教育学科 - 教养学科 - 经营信息学科 |

### 专科
| - 没有 |

### 业余课程
| - 没有 |

### 附属学校
- 前常磐短期大学附属幼儿园：成立于1970年、改名为于常磐大学附属幼儿园于2005年[2]

## 相关链接
- 日本短期大学列表